# Chimera capra-pecora
Una chimera capra-pecora (a volte chiamato caprecora) è una chimera prodotta combinando gli embrioni di una capra e di una pecora. L'animale risultante ha cellule di entrambe le specie. 
Questa chimera non deve essere confusa con un ibrido capra-pecora, che invece è un ibrido.

## Descrizione
In una chimera capra-pecora, ogni insieme di cellule (linea germinale) mantiene l'identità della sua stessa specie, invece di essere di tipo intermedio tra le specie parentali. Perché la chimera contiene cellule provenienti da due diversi individui , e ciascuno di questi sorsero con l'accoppiamento normale, ha quattro genitori. Al contrario, l'ibrido è una combinazione che ha solo due genitori.

## Riproduzione
Una chimera ovi-caprina può essere fertile, ma passerà o i geni di pecora o di capra, a seconda se i suoi organi riproduttivi sono formati da un embrione di capra o pecora (cioè, a seconda delle linee germinali formate delle ovaie o dai testicoli).